# Leslie Munro
Sir Leslie Knox Munro, né le 26 février 1901 à Auckland et mort le 13 février 1974 à Hamilton, est un diplomate, juriste et homme politique néo-zélandais. Il est notamment le président de l'Assemblée générale des Nations unies de 1957 à 1958.

## Avocat, universitaire et journaliste
Fils d'enseignant, Leslie Munro étudie le droit à l'université d'Auckland, où il obtient le diplôme de Master of Laws en 1923. Admis au barreau, il enseigne le droit constitutionnel et le droit romano-civiliste à cette même université de 1924 à 1938. En 1938 il devient le doyen de la faculté de droit. De 1936 à 1939 il s'exprime toutes les deux semaines à la radio nationale au sujet des affaires internationales, dans le climat de tensions menant à la Seconde Guerre mondiale. En 1941, il devient vice-rédacteur en chef du journal New Zealand Herald (pour lequel il avait déjà rédigé des éditoriaux), puis rédacteur en chef de 1942 à 1951,.

## Carrière politique et diplomatique

### Ambassadeur
Il rejoint le Parti national (conservateur) lors de sa fondation en 1936, et siège comme membre de l'exécutif national du parti de 1940 à 1941, avant de démissionner pour se consacrer au New Zealand Herald. À la suite de la victoire du parti aux élections de 1949, le premier ministre Sidney Holland le nomme en 1952 représentant permanent de la Nouvelle-Zélande auprès de l'Organisation des nations unies, et conjointement ambassadeur auprès des États-Unis. Il siège au Conseil de sécurité des Nations unies de 1954 à 1955, puis préside la 12e session de l'Assemblée générale de 1957 à 1958. Il préside notamment le Conseil de sécurité lors des débats houleux provoqués par la décision de l'Égypte de bloquer l'accès du canal de Suez à tout navire israélien. 
Il est fait chevalier de l'ordre de Saint-Michel et Saint-Georges en 1955, puis chevalier de l'ordre royal de Victoria en 1957. Il n'est pas reconduit à sa fonction d'ambassadeur après la victoire des travaillistes aux élections de 1957, mais les Nations unies le nomment représentant spécial à la « question hongroise », après la répression soviétique de l'insurrection de Budapest. Il est chargé de veiller au retrait des troupes soviétiques en Hongrie, et à l'organisation d'élections démocratiques. L'Union soviétique refuse de communiquer avec lui, et ne l'autorise pas à entrer sur le territoire hongrois. Il occupe cette fonction jusqu'en 1962. En 1961, il devient parallèlement président de la Commission internationale de juristes, promouvant la Déclaration universelle des droits de l'homme et les règles d'un État de droit à travers le monde. 

### Député
De retour en Nouvelle-Zélande, il est élu député en 1963, représentant la circonscription de Waipa à la Chambre des représentants de 1963 à 1966, et celle de Hamilton-ouest de 1966 à 1972. Député d'arrière-ban, il est notamment membre de la commission parlementaire aux affaires étrangères. Il décède en 1974, deux ans après son retrait de la vie politique.